# Tang Lingsheng
Tang Lingsheng (唐靈生 / 唐灵生,  Táng Língshēng, * 10. Januar 1971 in Lingui, China) ist ein ehemaliger chinesischer Gewichtheber und Olympiasieger.

## Sportliche Karriere
Tang begann mit dem Gewichtheben im Alter von 12 Jahren und fing 1987 an, systematisch zu trainieren. International trat er erstmals auf der Weltmeisterschaft der Junioren 1990 in Sarajevo in Erscheinung. Hier konnte er mit 245,0 kg (112,5/ 132,5 kg) im Bantamgewicht bis 59 kg den fünften Platz belegen. Der Erstplatzierte Iwan Iwanow erzielte 260,0 kg.
Seinen ersten Einsatz in der Nationalmannschaft der Senioren hatte er zur WM 1993 in Melbourne, wo er, mit 130,0 kg im Reißen und 162,5 kg im Stoßen, Bronze im Reißen, sowie im Zweikampf mit 292,5 kg in der neuen Klasse bis 59 kg gewinnen konnte. Sieger wurde Nikolaj Peschalow mit 305,0 kg vor Hafız Süleymanoğlu mit 295,0 kg. 1994 konnte er bei den Asienspielen in seiner Klasse Silber gewinnen, bei der Weltmeisterschaft in Istanbul belegte er mit 285,0 kg (125,0/ 160,0 kg) den sechsten Platz.
Zur WM 1995 im eigenen Land konnte sich Tang aufgrund des starken Teilnehmerfelds im Zweikampf nicht durchsetzen. Mit einer Leistung von 292,5 kg (125,0/ 167,5 kg) wurde er im Zweikampf Fünfter, konnte im Stoßen aber Gold gewinnen. Sieger wurde der Grieche Leonidas Sabanis mit 302,5 kg.
Nachdem in den vorhergehenden Jahren häufig seine verhältnismäßig schwache Leistung im Reißen eine besser Platzierung verhinderte, verbesserte sich Tang zu den Olympischen Spielen 1996 in Atlanta in dieser Disziplin erheblich. Scheiterte er 1995 in Guangzhou noch zweimal an 130,0 kg, stellte diese Last nun seinen Anfangsversuch dar. Der 25-jährige Tang konnte alle drei Versuche im Reißen von 130,0 kg, 135,0 kg und 137,5 kg, sowie alle Versuch im Stoßen mit 162,5 kg, 167,5 kg und 170,0 kg gültig gestalten. Erst im letzten Stoßversuch sicherte er sich mit einer Zweikampfleistung von 307,5 kg die Goldmedaille vor Sabanis mit 305,0 kg und Peschalow mit 302,5 kg. Nach der ersten Umstellung der Gewichtsklassen 1993 und der damit verbundenen Löschung aller bestehenden Weltrekorde, bedeutete diese Zweikampfleistung auch einen neuen Weltrekord im Bantamgewicht bis 59 kg.

## Sonstiges
- Tang war bei den Olympischen Spielen 2008 in China Fackelträger.[2]

## Persönliche Bestleistungen
- Reißen: 137,5 kg in der Klasse bis 59 kg bei den Olympischen Spielen 1996 in Atlanta
- Stoßen: 170,0 kg in der Klasse bis 59 kg bei den Olympischen Spielen 1996 in Atlanta
- Zweikampf: 307,5 kg in der Klasse bis 59 kg bei den Olympischen Spielen 1996 in Atlanta